# Onychogomphus uncatus
Gomphe à crochets
Espèce
Statut de conservation UICN

LC : Préoccupation mineure
Onychogomphus uncatus, le Gomphe à crochets, est une espèce d'insectes odonates anisoptères de la famille des Gomphidae et du genre Onychogomphus, originaire des pays l'Ouest de la Méditerranée. C'est un insecte des cours d'eau, où les larves accomplissent leur cycle. 

## Répartition
Onychogomphus uncatus est présent en Europe de l'Ouest (Péninsule ibérique, France métropolitaine), dans le Sud de l'Italie, en Sicile et au Maghreb,,.

## Description morphologique

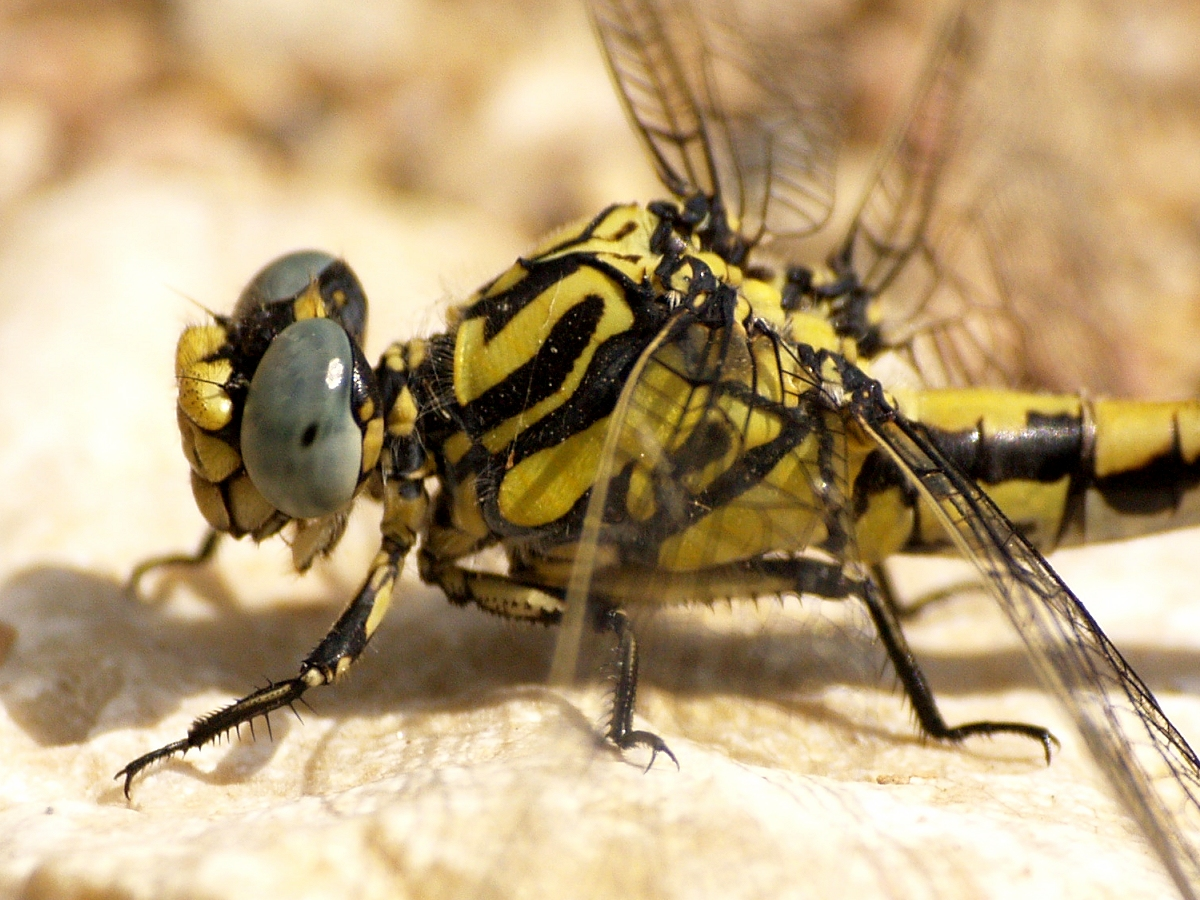
Détail de l'avant du corps.

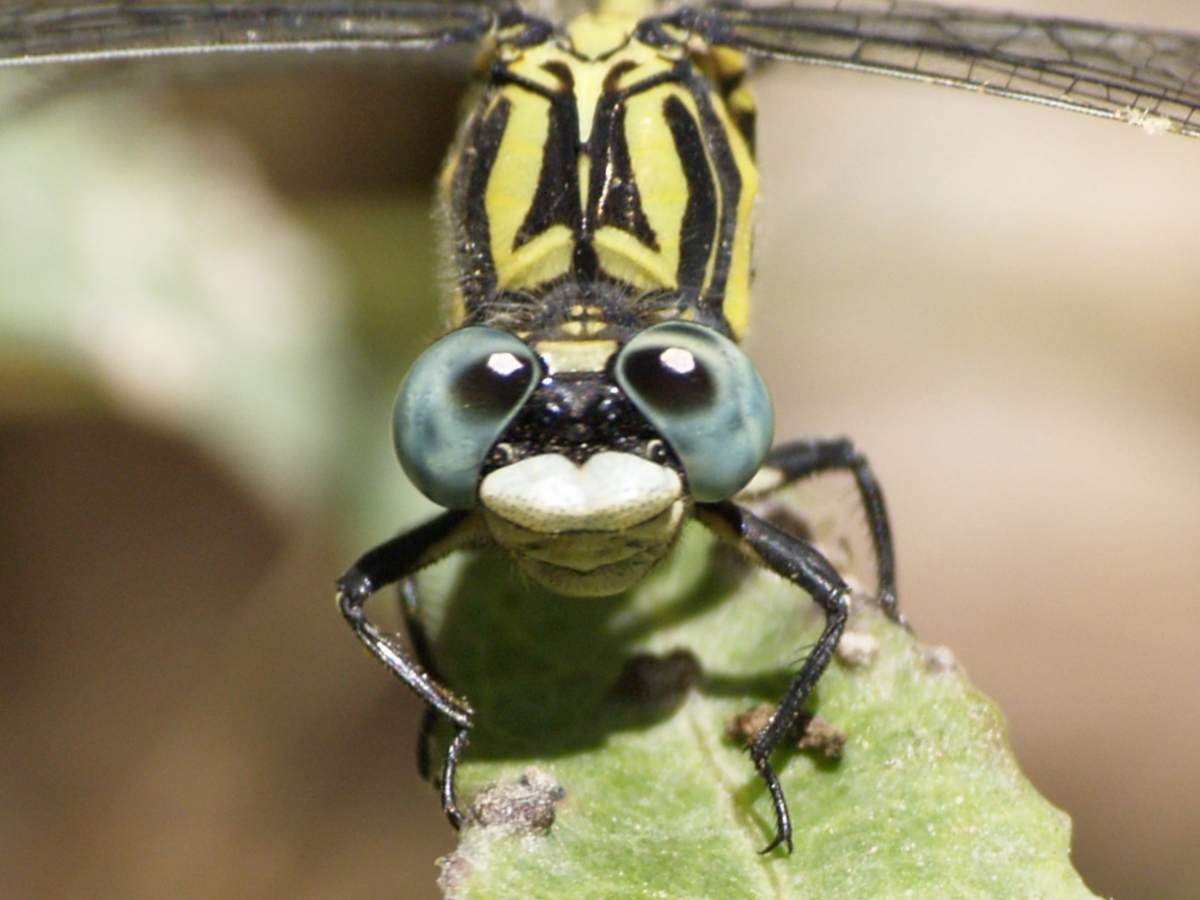
Vu de face.

L'abdomen du mâle mesure 36 à 44 mm de long, celui de la femelle 34 à 44 mm. Les ailes postérieures du mâle sont longues de 29 à 35 mm, celles de la femelle 31 à 34 mm. Le corps et la face sont jaunes et noirs. Les yeux sont bleus et nettement séparés. Le mâle porte des appendices anaux en forme de pince au bout de l'abdomen. La lame inférieure de l'appendice est en forme d'arceau simple. Il n'y a pas de dent courbée à l'extrémité.
Les confusions sont possibles avec Onychogomphus forcipatus, le Gomphe à pinces. Chez le mâle, l'absence de dent à l'extrémité de la lame supra-anale est caractéristique. Chez la femelle, la forme de la lame vulvaire permet de distinguer les deux espèces.

## Habitat et écologie
Le Gomphe à crochets vit sur les cours d'eau calmes à vifs avec fond sablo-limoneux. Il affectionne les rivières à radiers où la lame d'eau est faible (de 5 à 50 cm en étiage) et où l'ouverture de la ripisylve permet à l'eau de se réchauffer rapidement. Le Gomphe à crochets vit dans des stations ressemblant à celles d’O. forcipatus (le Gomphe à pinces) avec qui il peut vivre en sympatrie dans le Sud. Ses larves sont cependant plus exigeantes que celles du Gomphe à pinces (avec lesquelles elles peuvent cohabiter) sur la qualité de l'eau, demandant en particulier une bonne oxygénation. L'imago se pose fréquemment sur les bancs de sable ou les galets en bord de rivière. À l'approche de visiteurs, il ne s'envole alors pas aussi rapidement que les autres Gomphes.

## Biologie

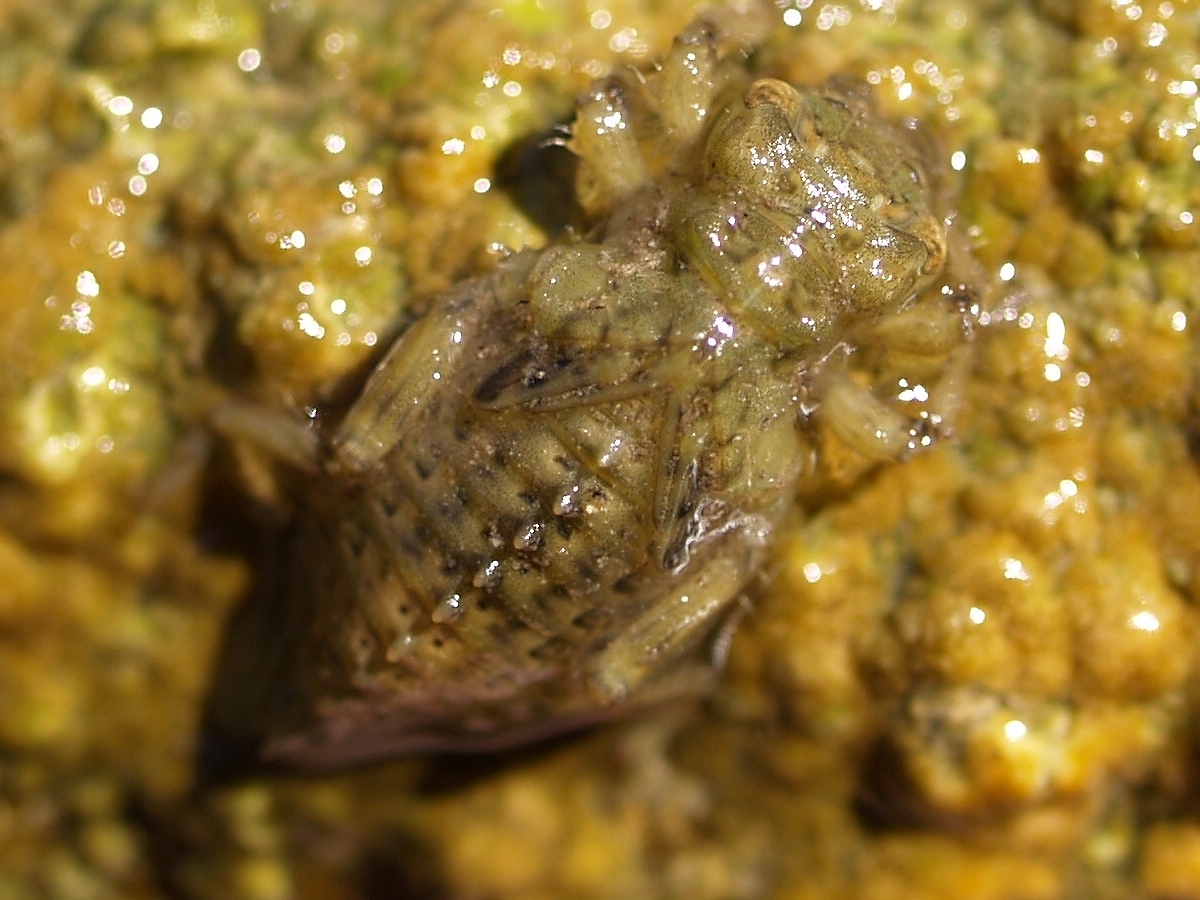
Nymphe.

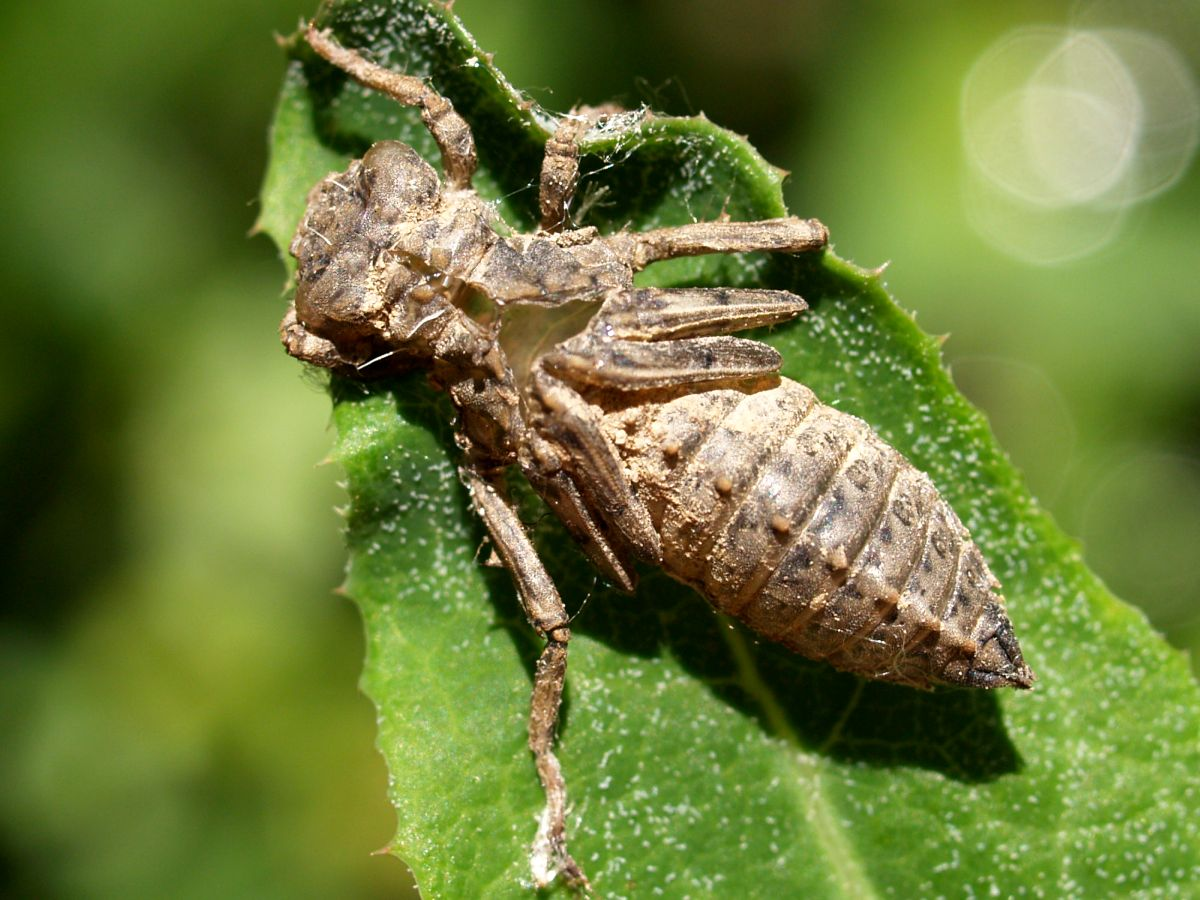
Exuvie.

Les adultes sont observés de mai à août. L'accouplement a lieu en vol ; la femelle pond ensuite seule dans les secteurs favorables de la rivière. Lors d'un vol rasant, elle lâche ses œufs au-dessus de l'eau, qui tombent alors sur le fond graveleux. L'éclosion a lieu au bout d'un mois environ. Le Gomphe à crochets présente habituellement, mais pas strictement, treize stades larvaires. En fonction de la température de l'eau et de l'importance des ressources alimentaires, la durée du cycle de vie aquatique varie de deux à quatre ans. Les émergences sont étalées sur trois à dix semaines (généralement cinq ou six) à partir de la mi-juin, voire plus tôt si l'eau est chaude. Les exuvies se retrouvent sur des galets, des souches ou parmi la végétation rivulaire, à peu de distance de l'eau, toujours dans les secteurs les plus ensoleillés.
Les immatures s'éloignent de leur lieu de naissance souvent à quelques kilomètres de tout milieu aquatique. Il est possible de les rencontrer durant toute la phase de maturation sur des chemins en pleine forêt.

### Régime alimentaire
Selon le stade de développement, la larve se nourrit de proies plus ou moins petites, qu'elle chasse à l’affût sur les fonds graveleux ou sableux. Les proies comprennent des minuscules rotifères, des larves d'insectes aquatiques de différentes tailles (diptères, éphémères, névroptères…), des crustacés (gammares, aselles), voire de tout jeunes alevins.
Les adultes chassent en vol différents insectes volants de taille variable, le plus souvent dévorés en vol : diptères en majorité, également éphémères, trichoptères, lépidoptères, voire d'autres odonates plus petites.

### Prédateurs
Certaines espèces de poissons tels que brochet, goujon, carpe, etc. consomment les œufs et les larves. Quelques oiseaux tels que la Bergeronnette grise ou le Martin-pêcheur consomment parfois des larves au dernier stade, et aussi des individus émergents. De même, certaines araignées et fourmis profitent des émergences. Enfin, les imagos sont parfois la proie d'oiseaux spécialisés dans la capture des insectes volants, comme le Guêpier d'Europe et le Faucon hobereau.

## Systématique
L'espèce a été initialement classée dans le genre Aeschna sous le protonyme Aeschna uncatus, par l'entomologiste Toussaint von Charpentier, en 1840.
Ce taxon porte en français le nom vernaculaire ou normalisé « Gomphe à crochets »,,.
Onychogomphus uncatus a pour synonymes :
- Aeschna uncatus Charpentier, 1840
- Aeschna unguiculata Fonscolombe, 1838
- Aeshna uncata Charpentier, 1840
- Aeshna unguiculata Boyer de Fonscolombe, 1838
- Gomphus occitanicus Rambur, 1842
- Onychogomphus occitanicus Rambur, 1842

## Menaces et conservation

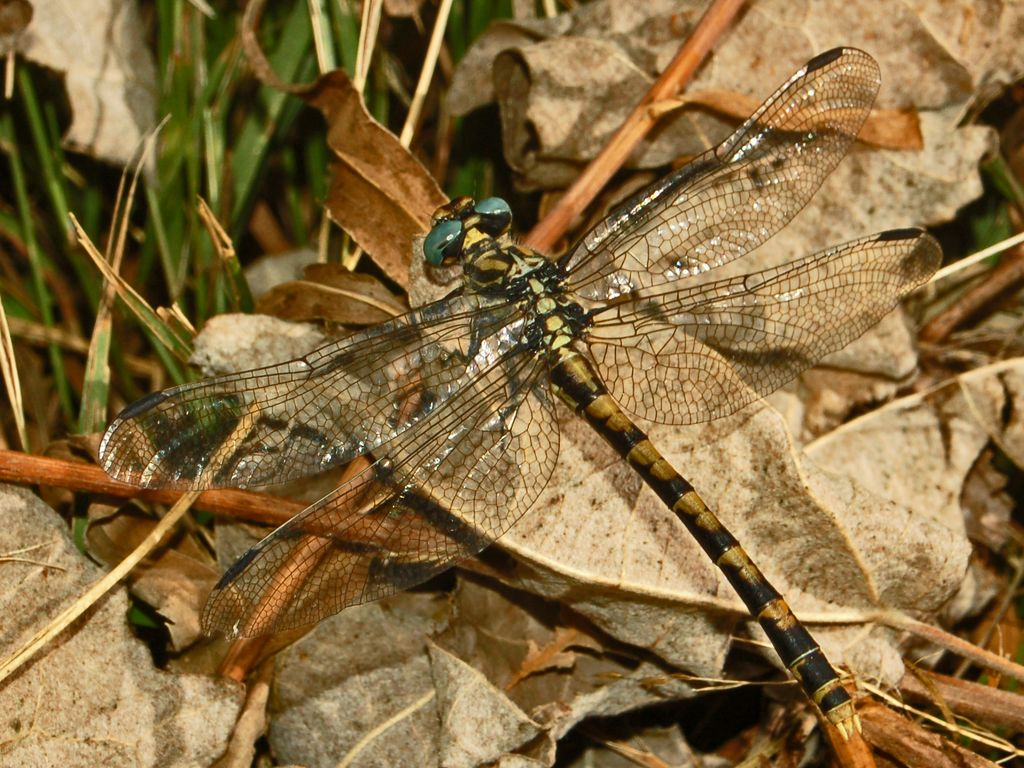
L'espèce est sensible aux perturbations de son habitat.

Compte tenu des exigences écologiques de la larve, Onychogomphus uncatus est très sensible à d'éventuelles perturbations de son milieu telles que le curage intempestif (avec suppression des arbres de bordure), le recalibrage et autres rectifications des cours d'eau. L'espèce est classée « en danger » (EN) en Bourgogne, en Centre-Val-de-Loire, mais en « préoccupation mineure » (LC) à l'échelle nationale, européenne et mondiale,.